# Будівельно-монтажний пістолет

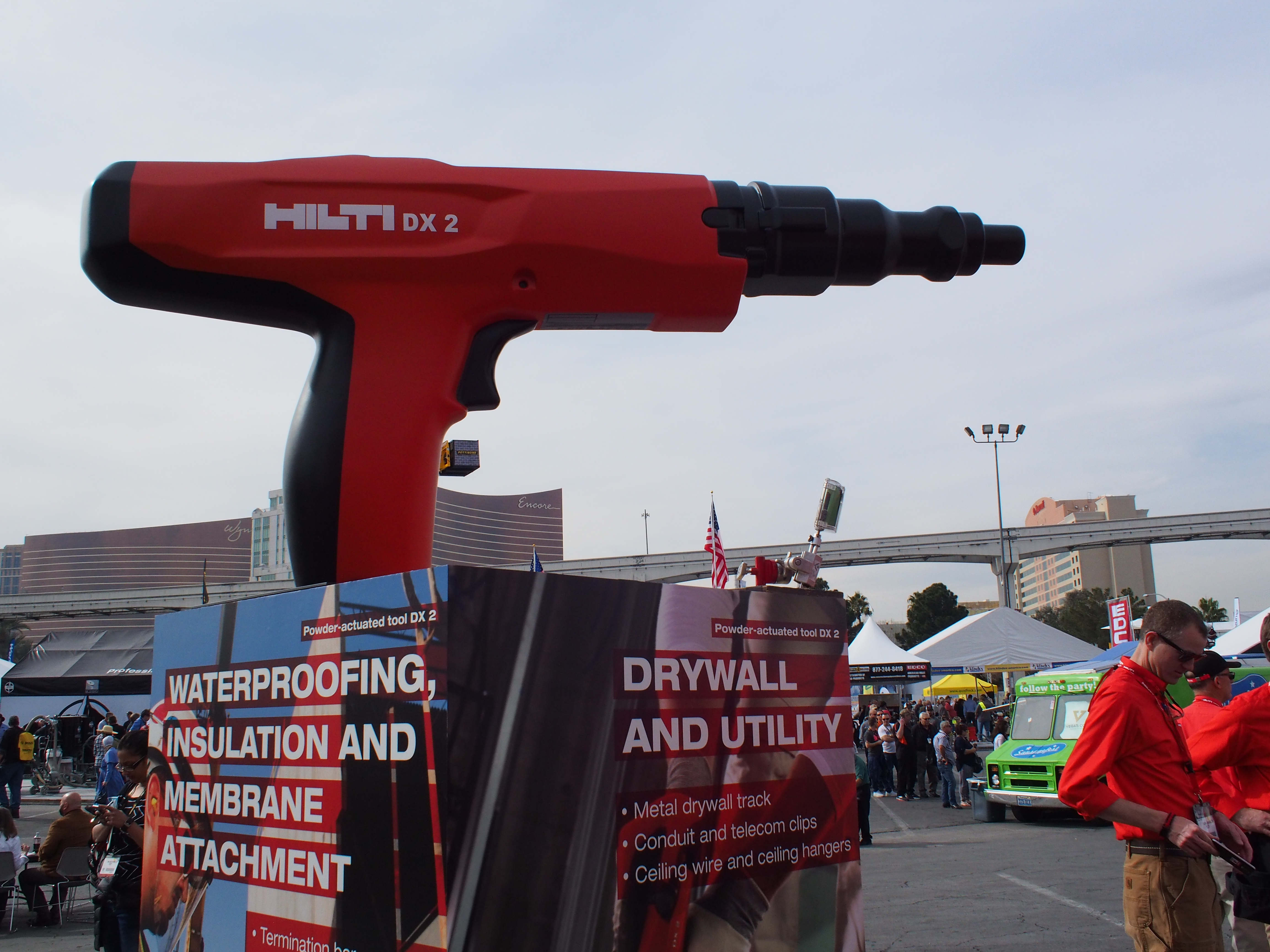

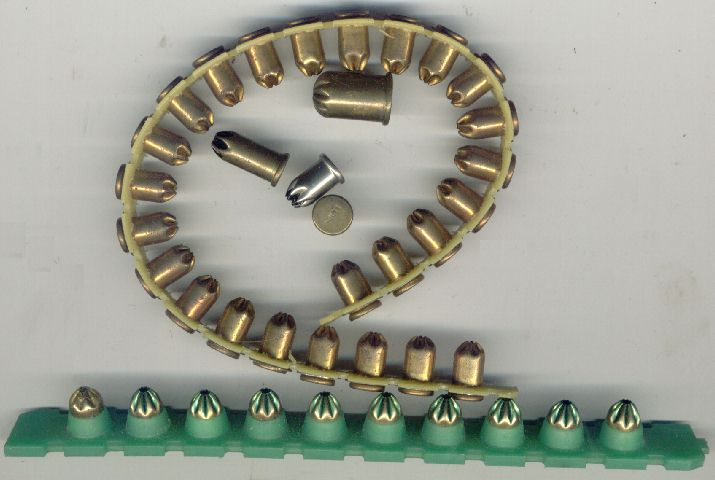
Картридж з набоями

Будівельно-монтажний пістолет — монтажний інструмент у формі класичного пістолета або мініатюрного відбійного молотка, призначений для забивання дюбель-цвяхів в бетон, цеглу або м'яку сталь. Як витратний матеріал до пістолета використовуються будівельні патрони, що мають різну потужність заряду. Для зручності будівельні патрони розрізняються розміром і кольором.
За принципом дії:
- пістолет, в якому дюбель вистрілюється під тиском порохових газів, що утворюються в результаті пострілу;
- пістолет, в якому гази, що утворюються в результаті пострілу, впливають на поршень, що виштовхує дюбель;
- пістолет, в якому на додаток до газів, що утворюється в результаті пострілу, по дюбелю вдаряє молоток.

Пристрілювання здійснюють притиснувши пістолет до деталі. Товщина деталі для пристрілювання залежить від типу матеріалу і від потужності будівельного патрона. Захист від розльоту частинок і можливого рикошету забезпечується упором або екраном.